# Mala Noche
Cet article concerne le film de Gus Van Sant. Pour l'eau-forte de Goya, voir Mala Noche (Goya).
Pour plus de détails, voir Fiche technique et Distribution.
Mala Noche est un film américain de Gus Van Sant réalisé en 1985 mais sorti en France en 2006.

## Synopsis
À Portland, dans une épicerie, un Américain homosexuel tombe amoureux fou de Johnny, un immigré clandestin mexicain qui ne parle pas un mot d'anglais et qui n'a même pas vingt ans.

## Fiche technique
- Titre : Mala Noche
- Réalisation : Gus Van Sant
- Scénario : Gus Van Sant d'après le journal intime de Walt Curtis
- Directeur de la photographie : John J. Campbell
- Film américain
- Genre : drame
- Durée : 78 minutes
- Date de sortie : 1985 (présenté au festival de Cannes 2006)
- Budget : estimé à 25 000 $

## Distribution
Les jeunes acteurs sont des non-professionnels.
- Tim Streeter : Walt Curtis
- Doug Cooeyate : Johnny
- Ray Monge : Roberto
- Nyla McCarthy : Betty

## Production
Mala Noche est le premier long métrage de Gus Van Sant. C'est l'adaptation d'un court récit semi-autobiographique de Walt Curtis (en). Le réalisateur découvre ce texte en 1977, sur le tournage de  Property, un film de Penny Allen qui met en scène dans leurs propres rôles des artistes de la Beat generation à Portland. Gus Van Sant est ingénieur du son sur ce film et c'est parce qu'il interroge Penny Allen sur Walt Curtis qu'elle lui offre le livre. Après que Gus Van Sant est parti vivre à Los Angeles où il a notamment tourné un moyen métrage, puis qu'il est parti pour New York pendant plus de deux ans où il travaille comme assistant de production dans une agence de publicité, il décide d’adapter Mala Noche, notamment parce qu'il cherche une raison de revenir vivre à Portland. Il cherchait un sujet traitant de l'homosexualité pour son premier long métrage. Dans la préface qu'il a écrit pour la traduction française, il rapporte cette réponse de Curtis à la question de la part d'authenticité de son récit : « Tout était vrai, mec, chaque foutu mot, tout ce qui est dans le livre est vrai ! »
Il économise 22 000 dollars pour financer le film. 
Après la sortie de son film Last Days en 2005, Gus Van Sant « retouche » Mala Noche, afin de lui assurer une distribution correcte en Europe, notamment en France, le pays où ses derniers longs métrages ont reçu le meilleur accueil. Le film est sélectionné au Festival de Cannes 2006, à la Quinzaine des réalisateurs.

## Autour du film
- Le film est tourné en 16 mm, principalement en noir et blanc.

## Sélection
- 2006 : Quinzaine des réalisateurs, festival de Cannes[4]

### Sur Gus Van Sant
- Stéphane Bouquet et Jean-Marc Lalanne, Gus Van Sant, Paris, Cahiers du cinéma, 2009, 203 p. (ISBN 978-2-86642-538-8)

### Le livre de Walt Curtis
- Mala Noche publié en 1977 aux États-Unis.
- Mala Noche, traduction de Daniel Bismuth, Hachette Littératures, 2003  (ISBN 2-01-235691-5)